# Astragalus beckwithii
Astragalus beckwithii es una especie de planta herbácea perteneciente a la familia de las leguminosas. Es originaria de Norteamérica.

## Distribución
Es una planta herbácea perennifolia que se encuentra en Estados Unidos y Canadá.

## Taxonomía
Astragalus beckwithii fue descrita por Torr. & A.Gray y publicado en Reports of explorations and surveys : to ascertain the most practicable and economical route for a railroad from the Mississippi River to the Pacific Ocean, made under the direction of the Secretary of War 2(1): 120, pl. 3. 1857.
Etimología
Astragalus: nombre genérico derivado del griego clásico άστράγαλος y luego del Latín astrăgălus aplicado ya en la antigüedad, entre otras cosas, a algunas plantas de la familia Fabaceae, debido a la forma cúbica de sus semillas parecidas a un hueso del pie.
beckwithii: epíteto otorgado en honor del soldado Edward Griffin Beckwith (1818-1881).
Sinonimia
- Phaca beckwithii (Torr. & A.Gray) Piper
- Phacomene beckwithii (Torr. & A. Gray) Rydb.
- Tragacantha beckwithii (Torr. & A. Gray) Kuntze

var. purpureus M.E.Jones
- Astragalus artemisiarum M.E.Jones
- Phaca artemisiarum (M.E.Jones) Rydb.
- Phacomene artemisiarum (M.E.Jones) Rydb.

var. weiserensis M.E.Jones
- Phacomene pontina Rydb.
- Phacomene weiserensis (M.E.Jones) Rydb.[5]

## Galería

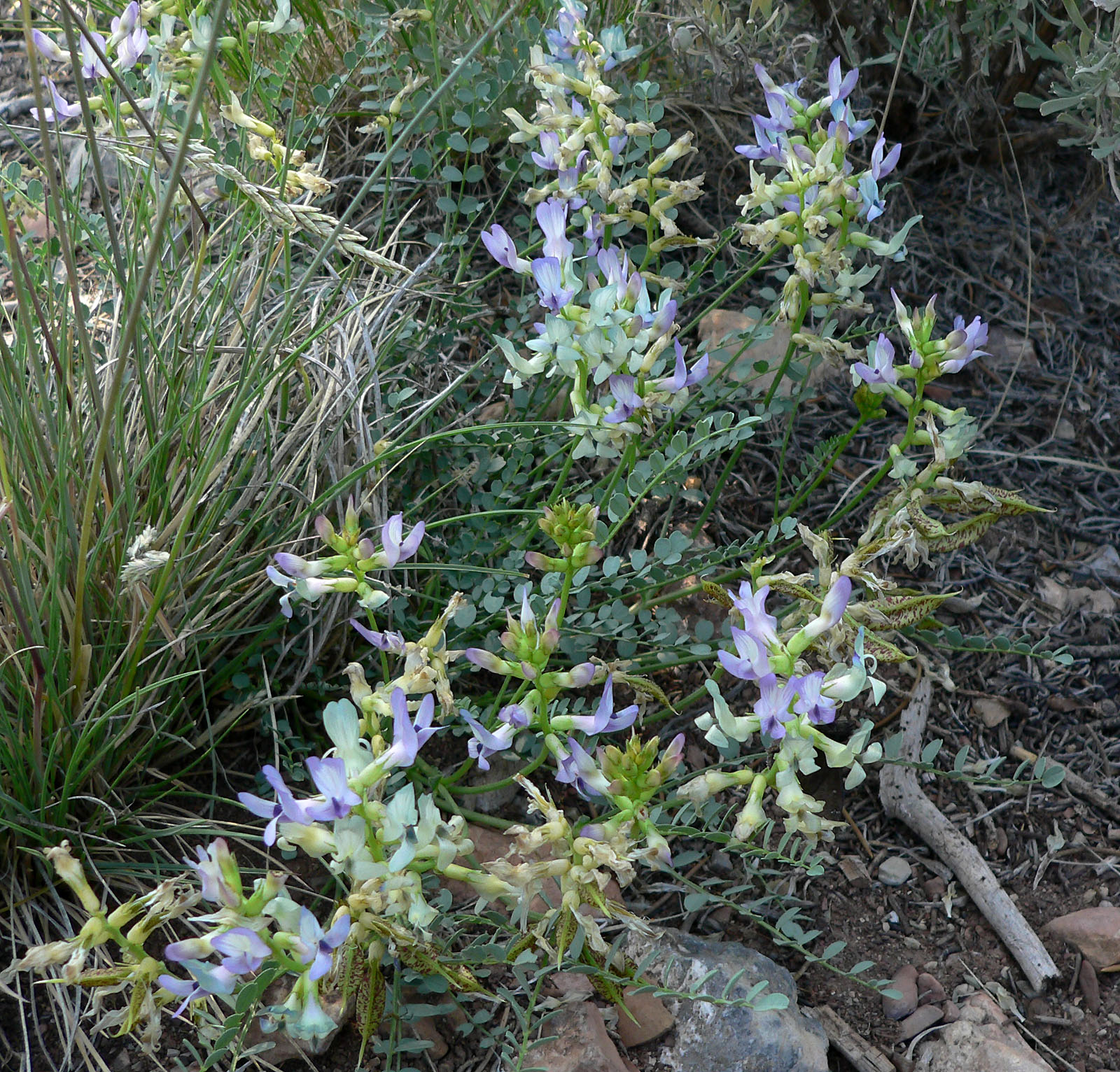
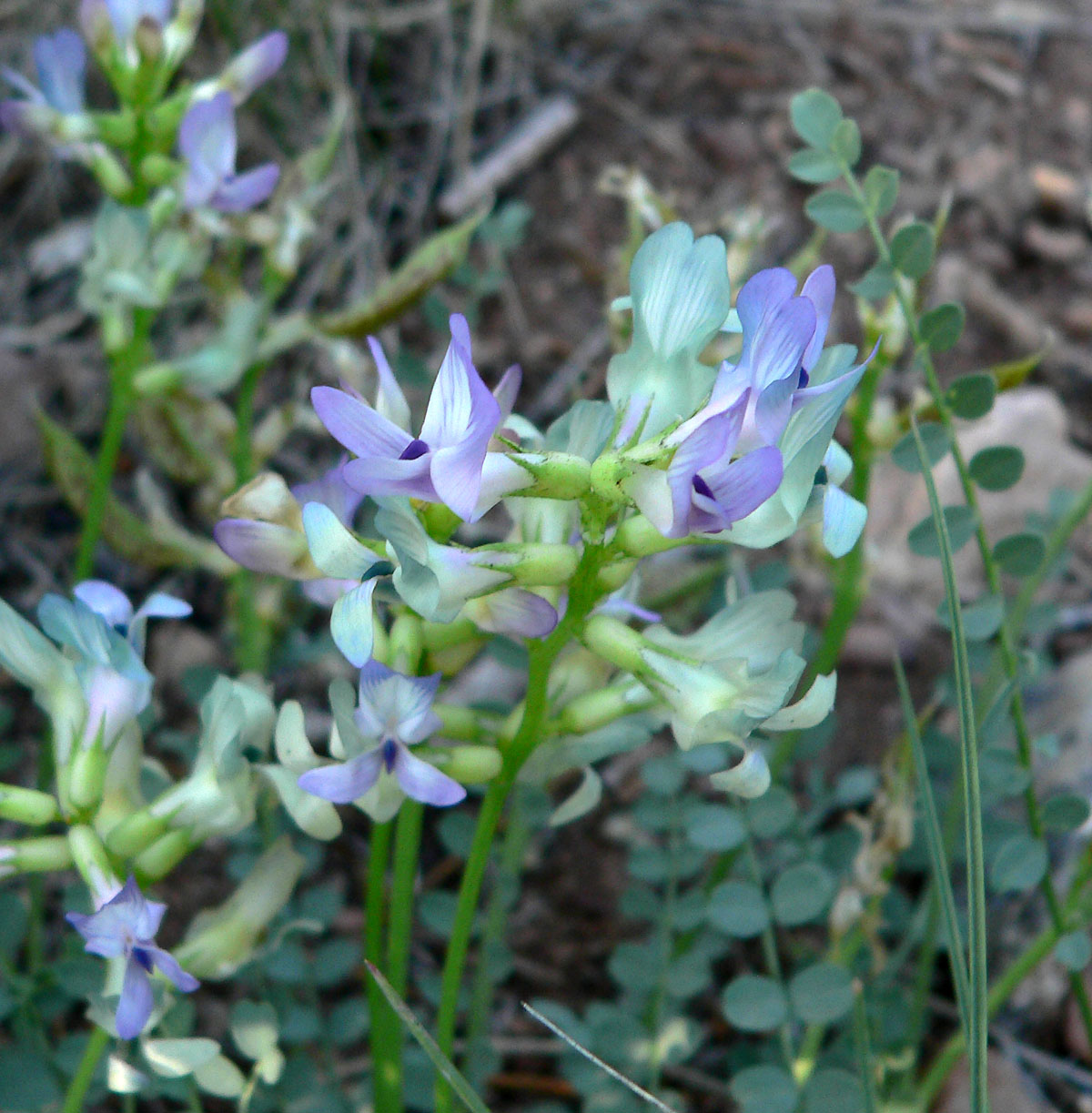
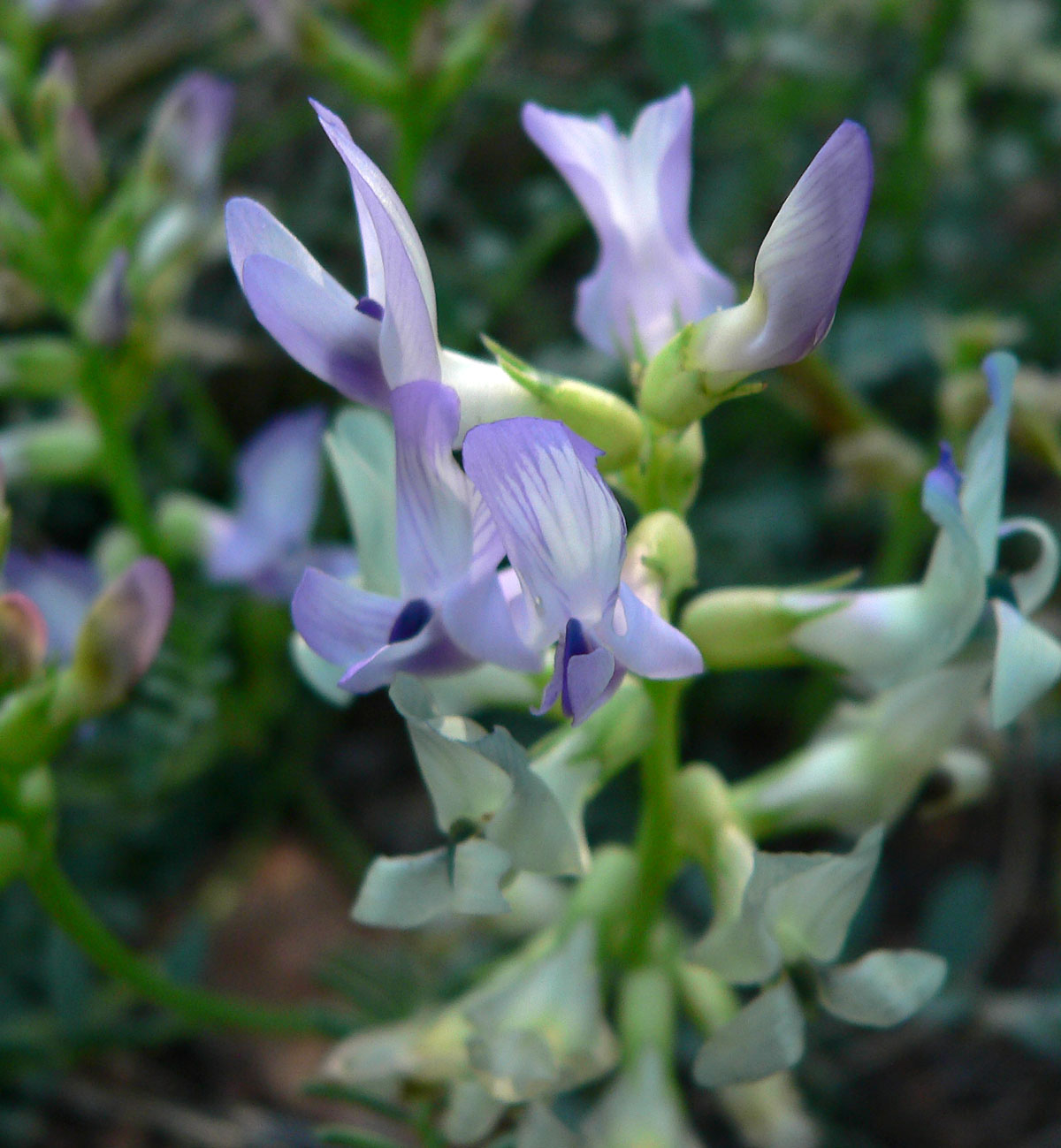
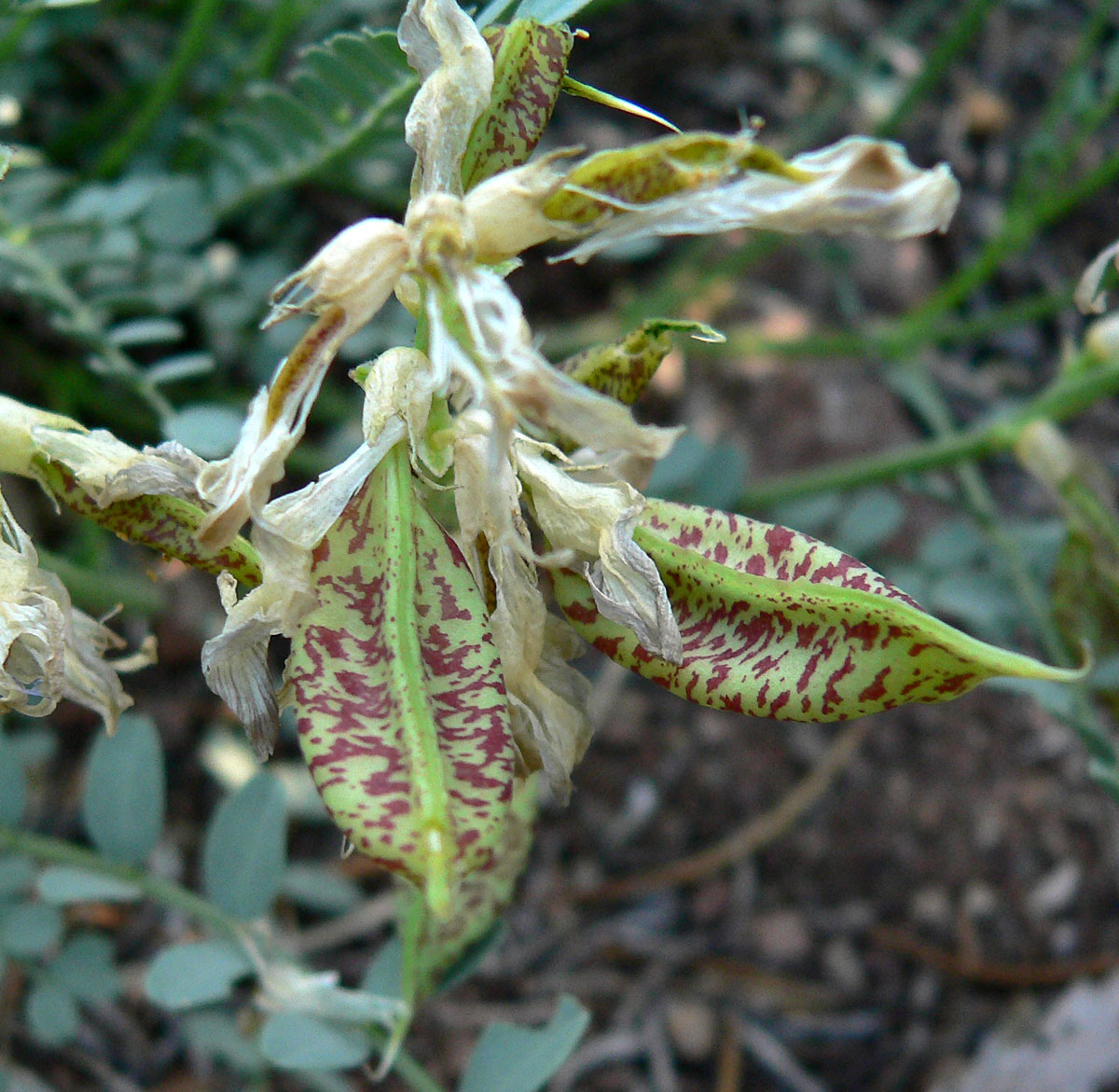
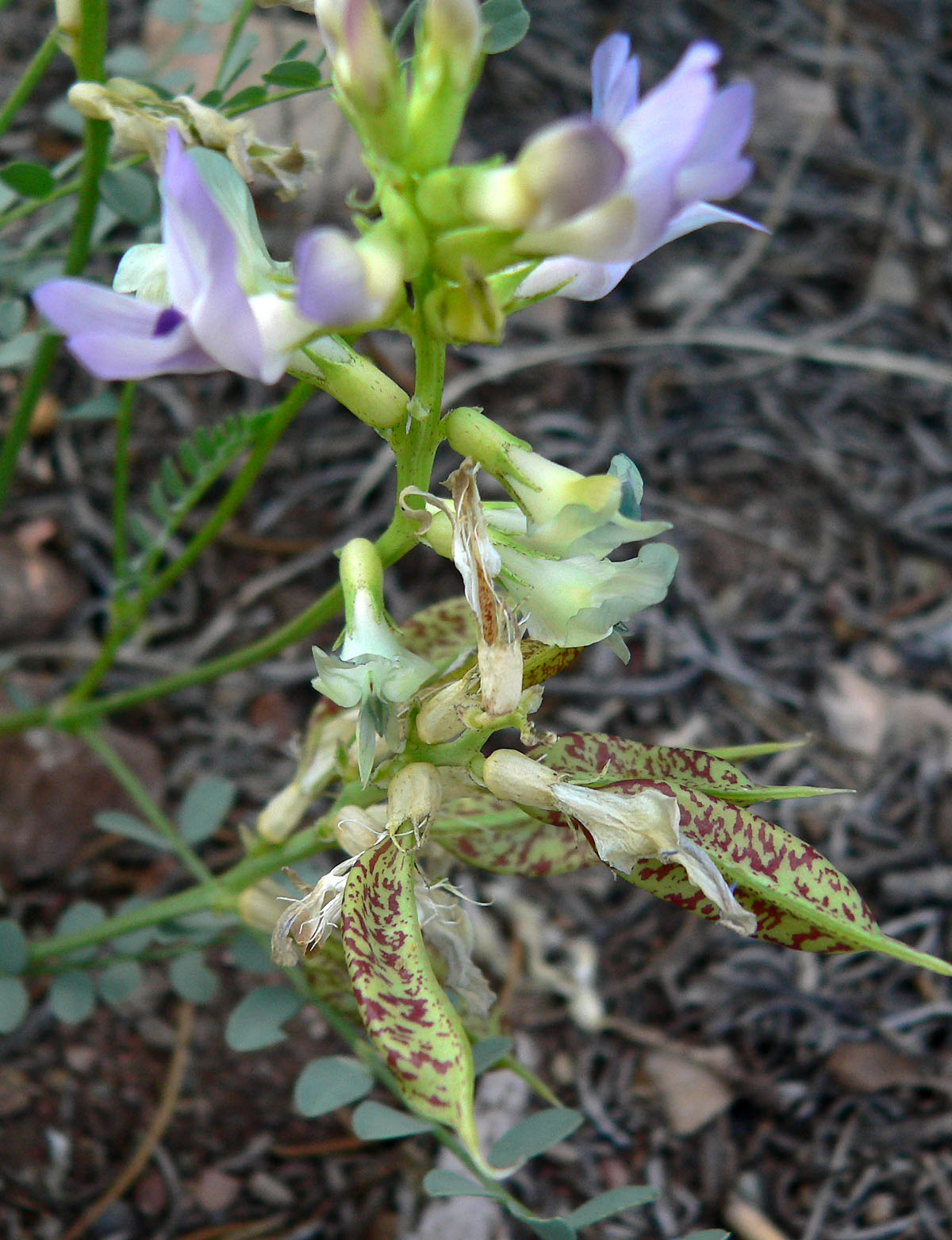
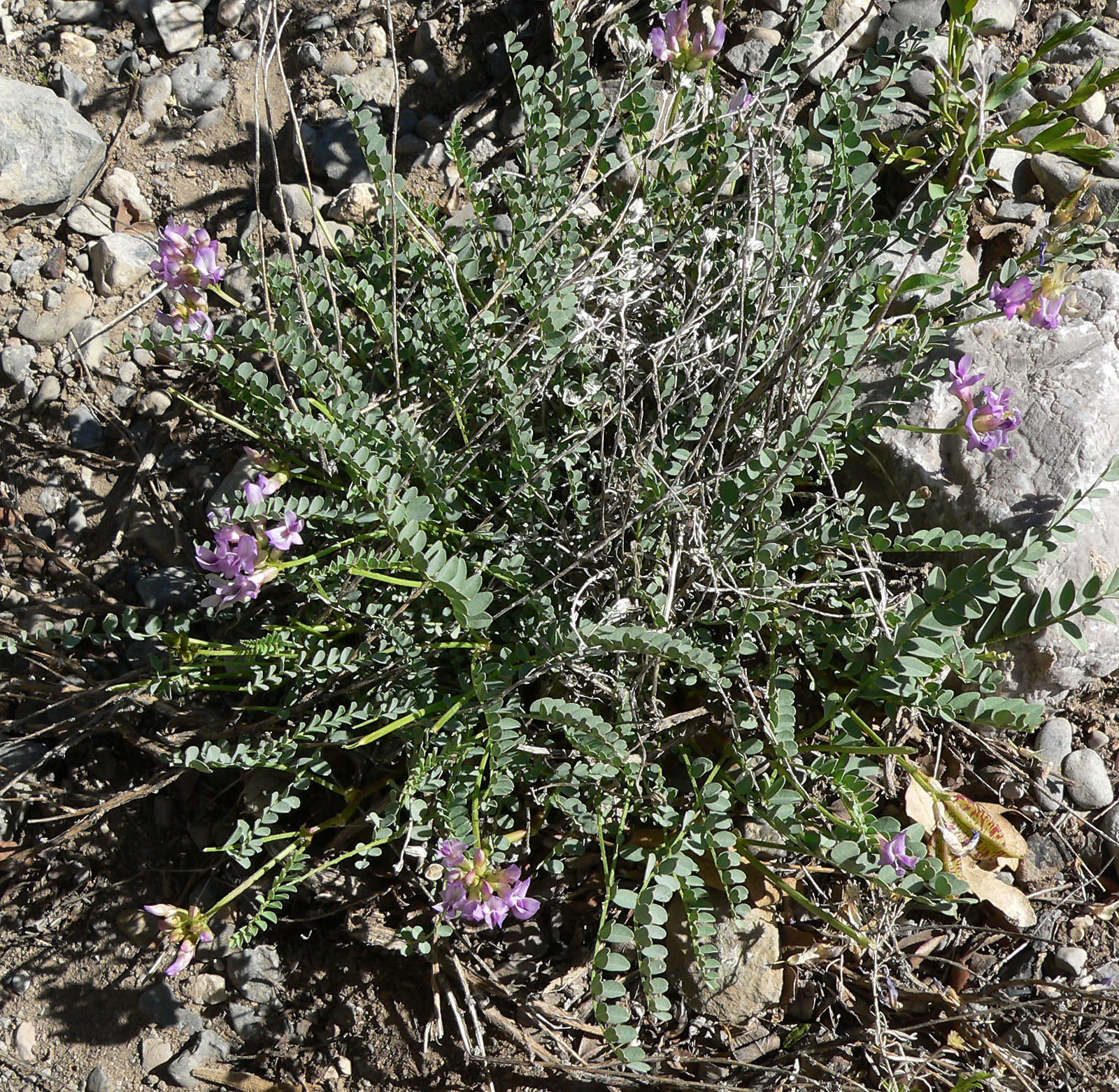
Kyle Canyon, NV
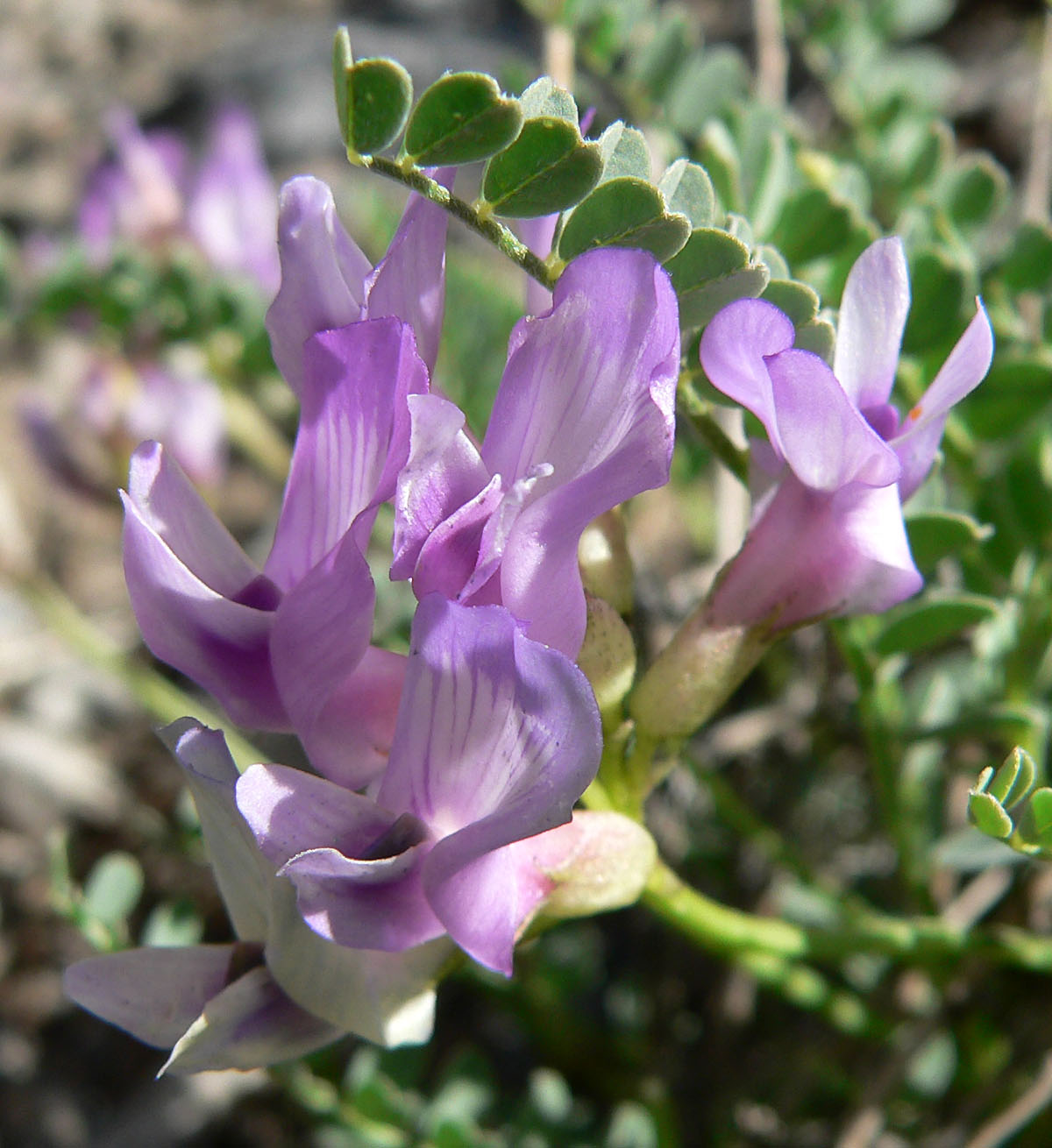
Kyle Canyon, NV
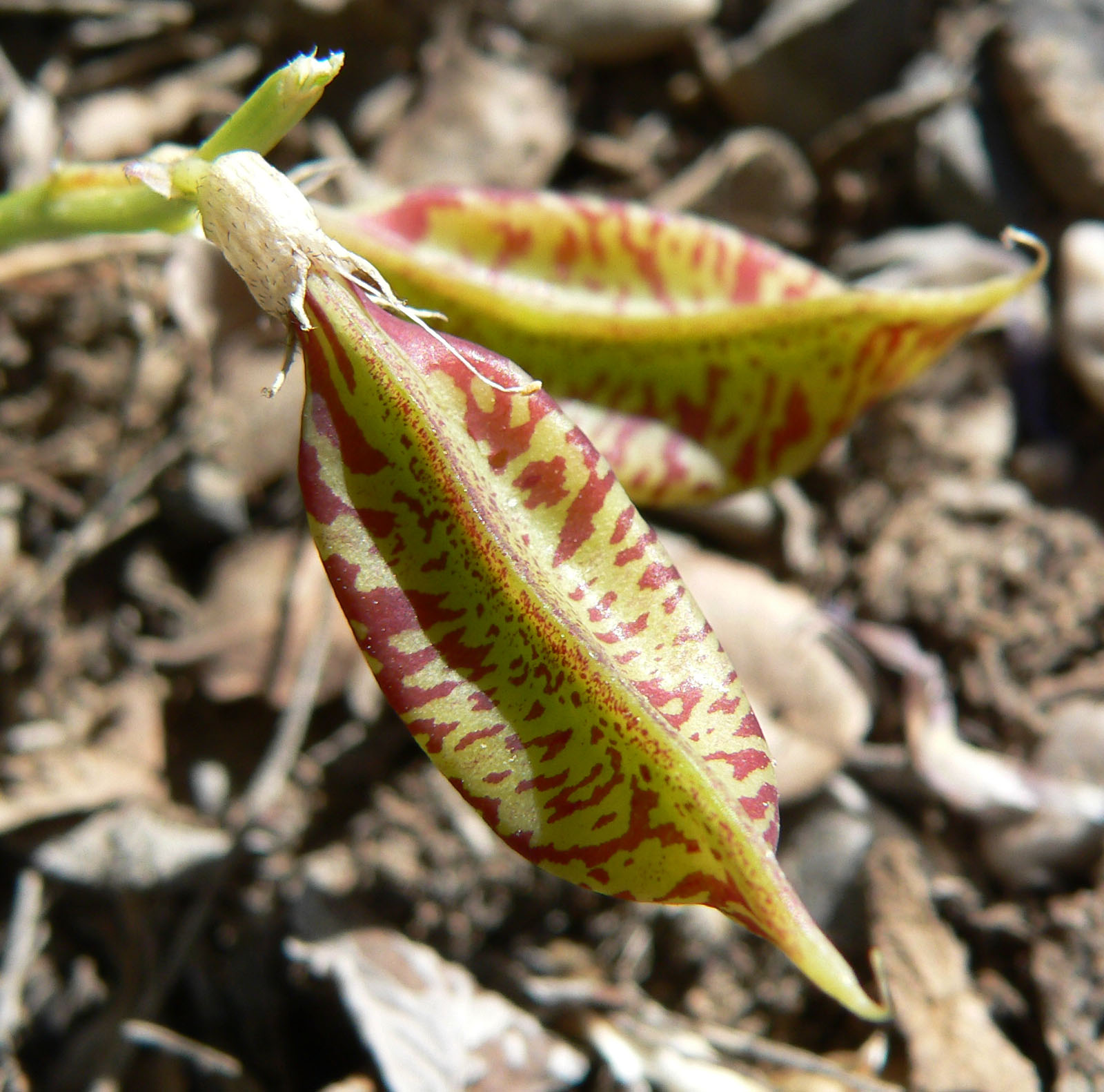
Kyle Canyon, NV
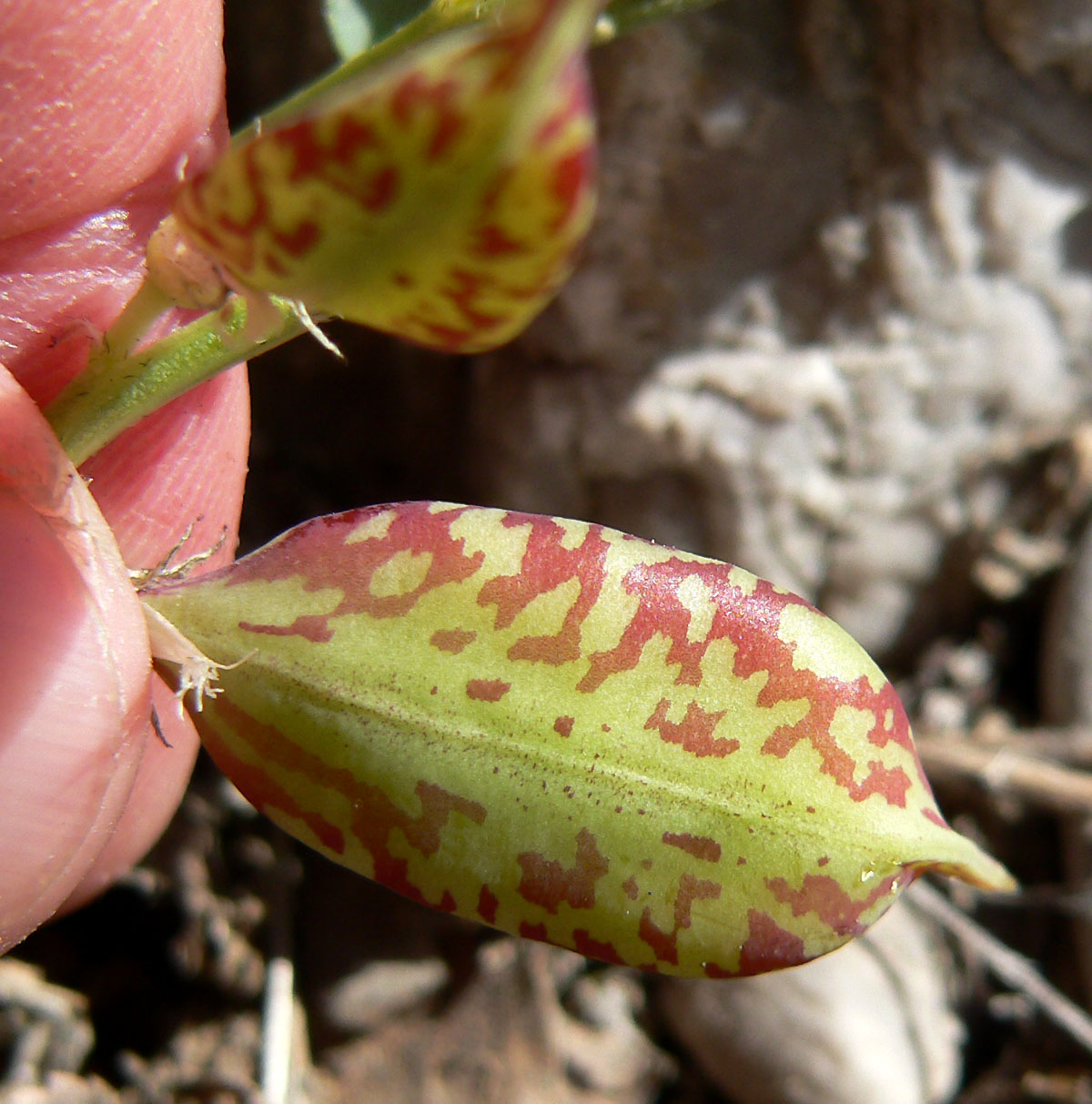
Kyle Canyon, NV
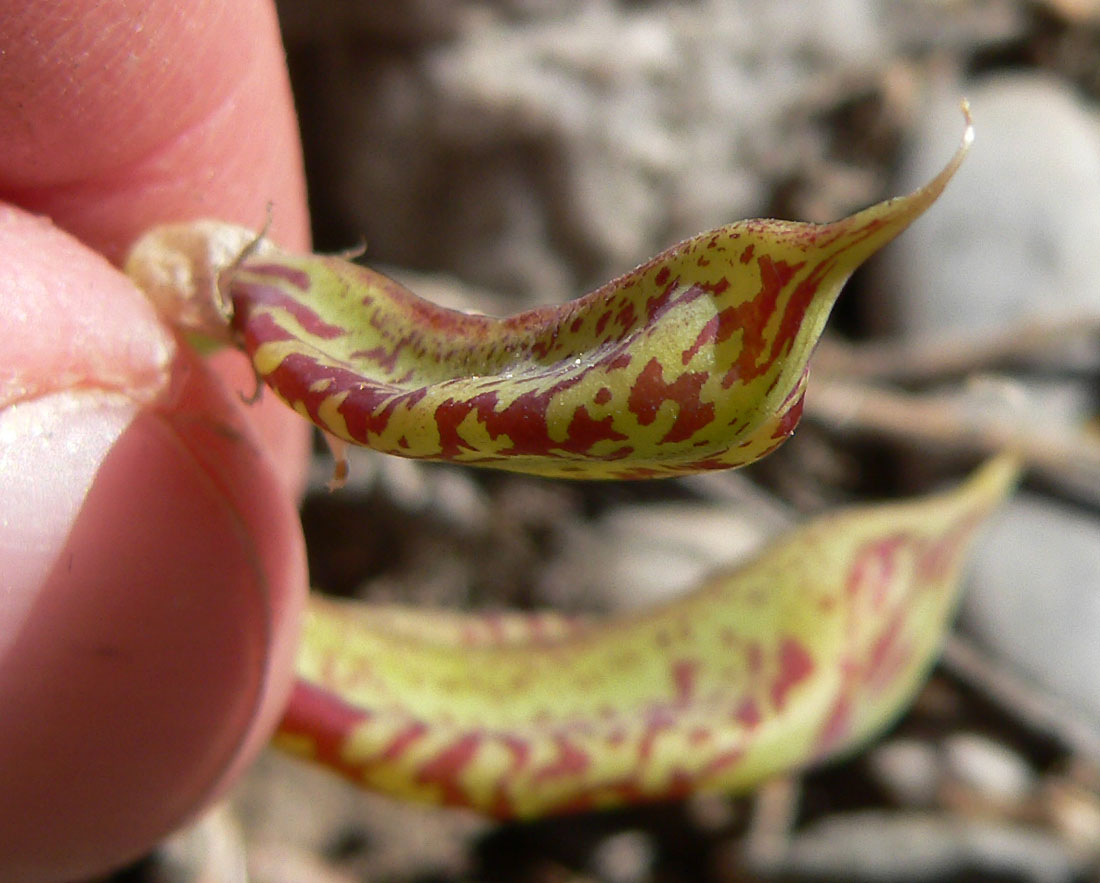
Kyle Canyon, NV
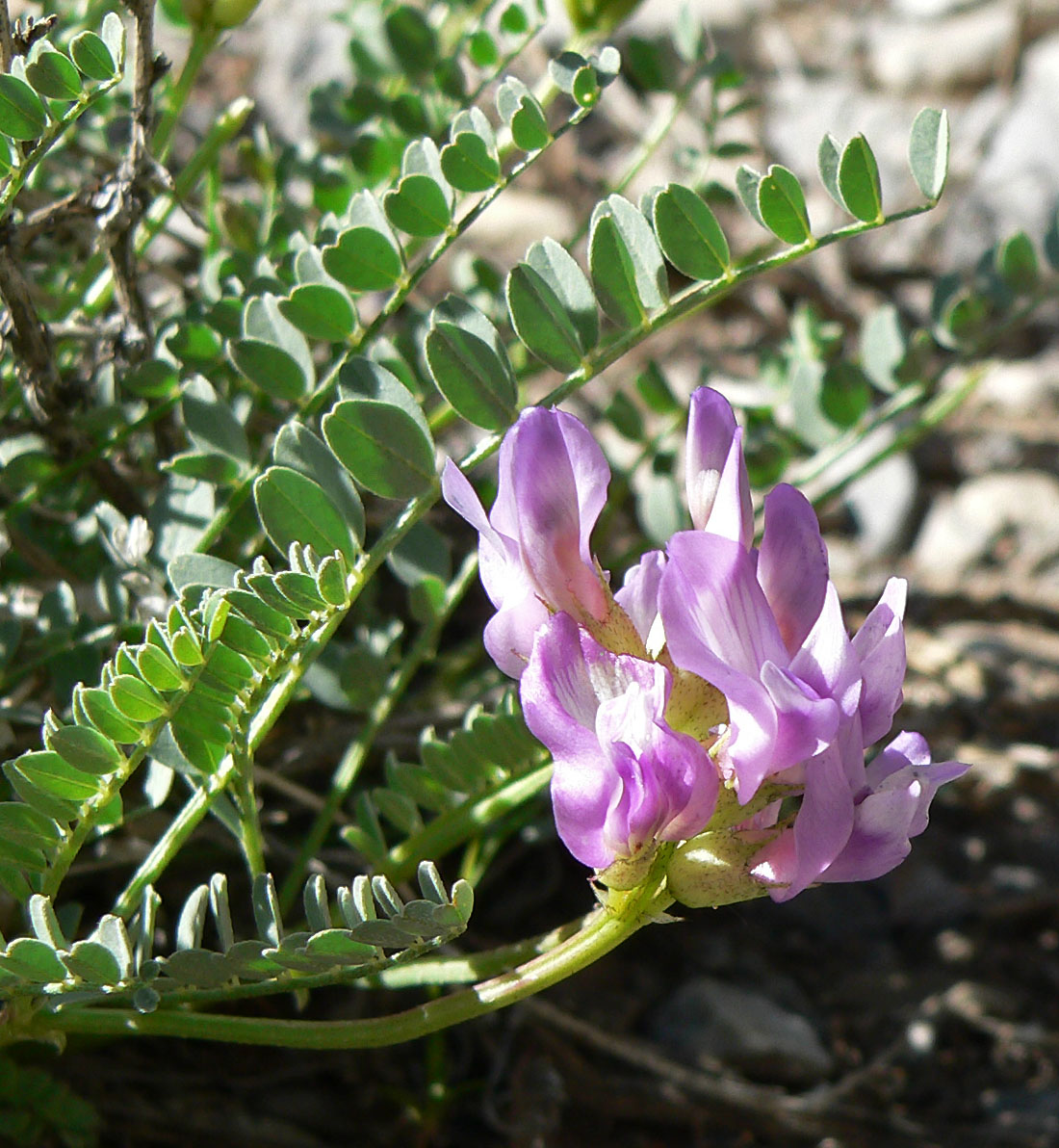
Kyle Canyon, NV
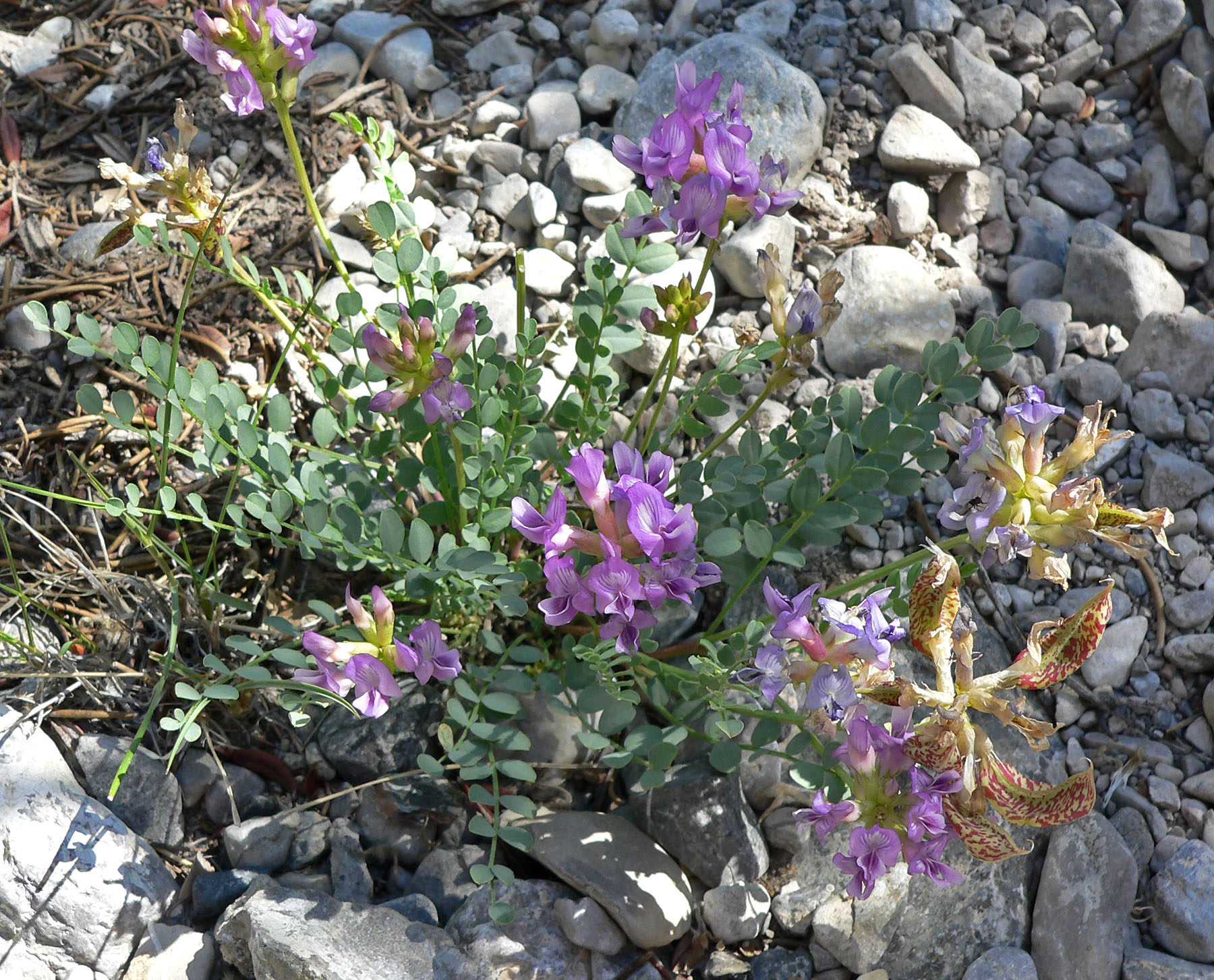
Kyle Canyon, NV